# LinuxFest в Огайо
Линукс-фест в Огайо (Ohio LinuxFest) — ежегодная технологическая конференция и выставка, проходящая в Колумбус (Огайо). Мероприятие посвящено обсуждению и разработке операционной системы Linux и других программных проектов с открытым кодом. В ходе мероприятия участники конференции слушают лекции и смотрят различные презентации, а также общаются с представителями компаний и некоммерческих организаций, чьи интересы лежат в области открытого ПО.

## История
Первый Линукс-фест в Огайо проводился студенческой организацией «Клуб открытого кода» в Университете штата Огайо в 2003 году. Мероприятие было организовано с целью собрать участников Группы пользователей Linux (LUGs) штата Огайо. Мероприятие 2007 года было отмечено выступлением Макса Спевака  (недоступная ссылка с 14-05-2013 [4322 дня]) и Брэдли Куна.

## Дополнительные источники
- Ohio LinuxFest — Официальная веб-страница
- Сообщество причастных к Ohio LinuxFest (недоступная ссылка)
- Ohio LinuxFest 2005 — A Whole Lot of Linux In One Day